# 温水镇 (陇县)
温水镇，是中华人民共和国陕西省宝鸡市陇县下辖的一个乡镇级行政单位。
2015年，陕西省民政厅批复同意撤销火烧寨镇、李家河镇，并入温水镇。

## 行政区划
温水镇下辖以下地区：
团结村、坪头村、枣林村、草滩村、田家河村、闫家湾村、五星村、水眼村、峡口村、白家滩村、温河村、火烧寨村、上川村、郭家槽村、花园村、粮食沟村、茍家寨村、峰山村、李家河村、郭家山村、槐庄村、三成村、苏家塬村和业家山村。